# Рахімова Ібодат
Ібодат Рахімова (12 листопада 1922, місто Ходжент, тепер Худжанд, Таджикистан — 24 квітня 2009, місто Душанбе, Таджикистан) — радянська таджицька державна діячка, секретар ЦК КП Таджикистану, 1-й секретар ЦК ЛКСМ Таджикистану. Депутат Верховної ради Таджицької РСР 3—10-го скликань.

## Життєпис
Народилася в родині арбакеша. Трудову діяльність розпочала в 1941 році вчителькою, а потім завідувачем навчальної частини школи № 19 Ленінабадського району Таджицької РСР. 
У 1943—1945 роках — інструктор Ленінабадського районного комітету ЛКСМ Таджикистану.
Член ВКП(б) з 1944 року.
У 1945—1946 роках — інспектор із кадрів, у 1946—1947 роках — інспектор із протезування відділу державного забезпечення та побутового облаштування родин військовослужбовців виконавчого комітету Ленінабадської обласної ради депутатів трудящих.
У 1947—1948 роках — завідувач відділу із роботи серед жінок Ленінабадського міського комітету КП(б) Таджикистану.
У 1948—1950 роках — 1-й секретар Ленінабадського міського комітету ЛКСМ Таджикистану.
З березня до червня 1950 року — 2-й секретар Ленінабадського обласного комітету ЛКСМ Таджикистану.
У вересні 1950 — січні 1954 року — секретар ЦК ЛКСМ Таджикистану із роботи серед шкільної молоді та піонерів.
У січні 1954 — серпні 1957 року — 1-й секретар ЦК ЛКСМ Таджикистану.
У 1956 році закінчила Таджицький державний педагогічний інститут у місті Сталінабаді (Душанбе).
У 1957—1959 роках — слухач Вищої партійної школи при ЦК КПРС у Москві.
У 1959—1960 роках — відповідальний організатор відділу партійних органів ЦК КП Таджикистану.
З червня до жовтня 1960 року — заступник завідувача відділу вищих навчальних закладів і шкіл ЦК КП Таджикистану.
У липні 1960 — 24 березня 1966 року — заступник голови Президії Верховної ради Таджицької РСР.
У жовтні 1960—1964 роках — 1-й секретар Октябрського районного комітету КП Таджикистану міста Сталінабада (Душанбе).
У 1964—1966 роках — заступник завідувача відділу партійних органів (з 1965 року — організаційно-партійної роботи) ЦК КП Таджикистану.
3 березня 1966 — 13 грудня 1978 року — секретар ЦК КП Таджикистану.
14 грудня 1978 — 29 березня 1985 року — секретар Президії Верховної ради Таджицької РСР.
З березня 1985 року — персональний пенсіонер у місті Душанбе.
Померла 24 квітня 2009 року в Душанбе. Похована на цвинтарі Сарі Осійо в Душанбе.

## Нагороди і звання
- орден Леніна
- три ордени Трудового Червоного Прапора
- три ордени «Знак Пошани»
- чотири медалі
- три Почесні грамоти Президії Верховної ради Таджицької РСР